# Yuk Young-soo
Yuk Young-soo (kor. 육영수, 29 listopada 1925 - 15 sierpnia 1974) – pierwsza dama Korei jako żona prezydenta Korei Południowej Parka Chung-hee (od 1962 do swojej śmierci), matka prezydent Park Geun-hye.
Została zamordowana przez zamachowca Muna Segwanga podczas zamachu na życie męża 15 sierpnia 1974 roku.

## Życiorys

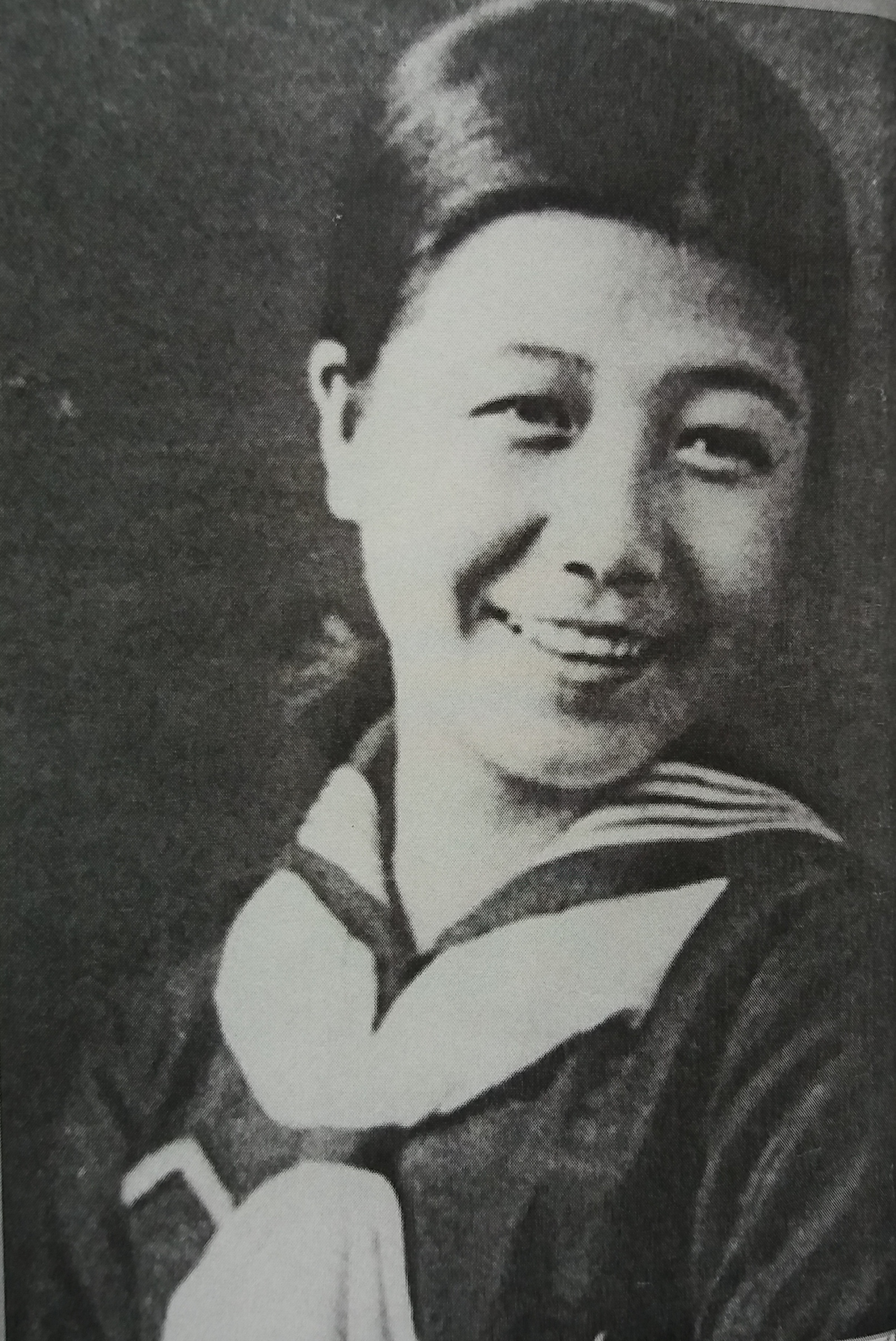
Yuk Young-soo w młodości (1935)

Yuk urodziła się w Okcheon, północ Chungcheong, podczas japońskiej okupacji Korei w 1925 roku, jako druga z trzech córek dobrze prosperującego właściciela ziemskiego. Ukończyła Liceum Baehwa dla dziewcząt. W sierpniu 1950 roku poznała Park Chung-hee przez krewnego, który służył pod Parkiem. 12 grudnia 1950 r. Poślubiła Park Chung-hee. Podczas gdy jej matka wspierała wybór męża, ojciec Yuk był przeciwny temu dopasowaniu, więc wyszła za mąż bez jego błogosławieństwa.

## Jako pierwsza dama
Podczas kadencji męża zajmowała się głównie przyjmowaniem gości i reklamacjami, choć chciała pełnić rolę „żony rewolucjonisty”. Była także zaangażowana w Czerwony Krzyż i dzieci z autyzmem Chcąc być blisko ludzi, odwiedzała np. chorych na trąd.
Nie wahała się też wpływać na męża, zwłaszcza w 1963 roku, kiedy w celu rozwiązania napięć z ambasadorem amerykańskim zaprosiła go do Błękitnego Domu. Jej mąż żartował z tego powodu, uważając ją nawet za „pierwszą partię opozycyjną”.
W 1969 roku utworzyła prywatną fundację, której celem jest poprawa samopoczucia dzieci z Korei Południowej.

## Zamach

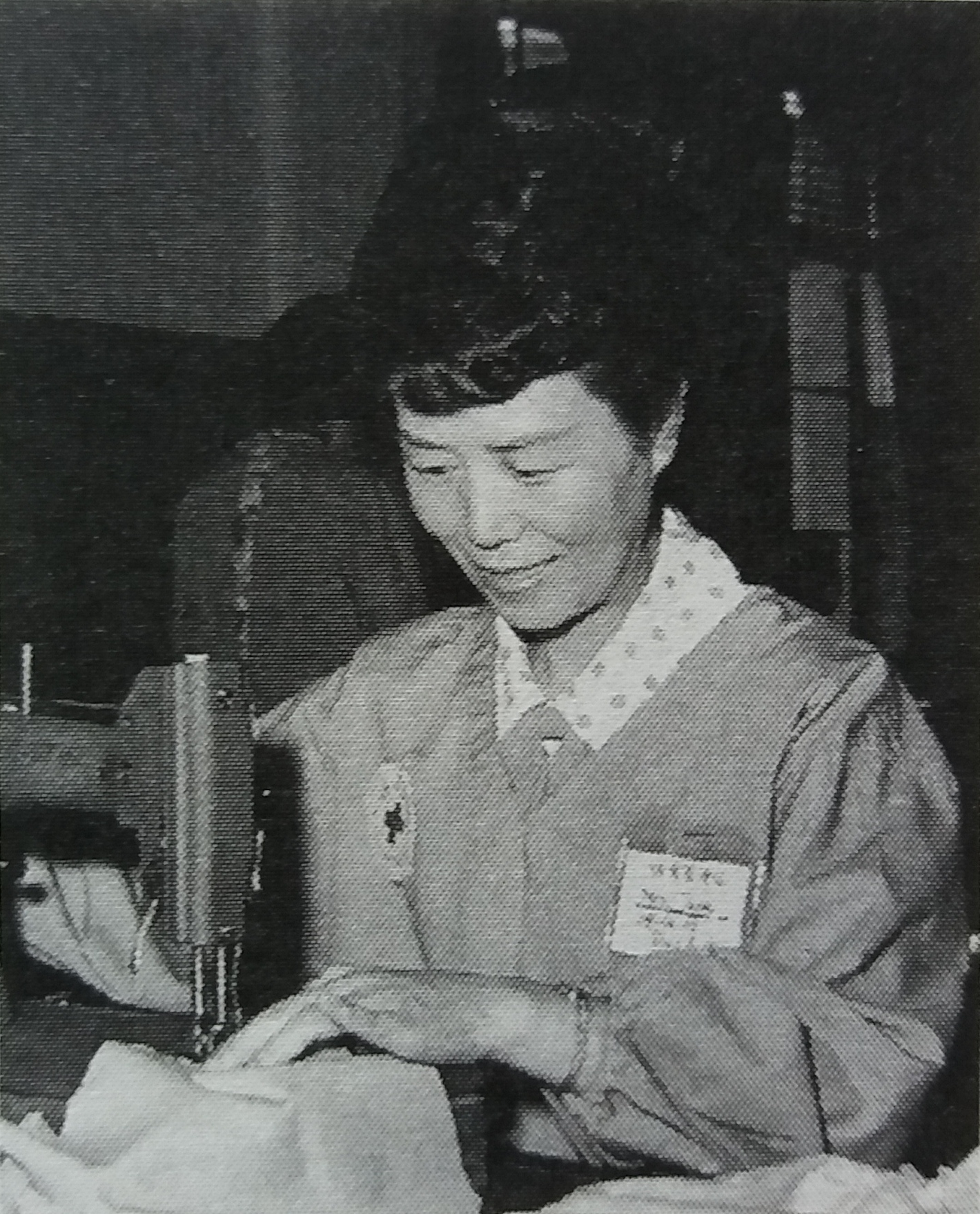
Yuk Young-soo uczestniczy w wolontariacie szycia Czerwonego Krzyża (1963)

15 sierpnia 1974 roku, podczas ceremonii odbywającej się z okazji dnia niepodległości Korei w Seulu, została zamordowana przez Mun Segwanga, japońskiego Koreańczyka i zwolennika Korei Północnej, podczas próby zabicia Park Chung-hee.
Napastnik miał plany zamachu na prezydenta Korei Południowej, ale będąc słabo ulokowanym w tłumie, przez przypadek zbliża się do strzelenia sobie w nogę swoim modelem Smith & Wesson 36, idąc na podium. Po zaalarmowaniu ochrony wbiega na podjazd i zaczyna nieprecyzyjnie otwierać ogień. Jego czwarta kula trafiła następnie Pierwszą Damę w głowę, poważnie ją raniąc. Natychmiast po aresztowaniu Mun, Park kończy swoje przemówienie, po czym podnosi torebkę i buty żony i opuszcza scenę, kierując się do szpitala.
W międzyczasie w nagłych wypadkach została przewieziona do szpitala w Seulu, gdzie przeszła operację przez prawie pięć godzin, ale mimo to zmarła z powodu odniesionych obrażeń, ponieważ kula pozostawała w prawej półkuli mózgu. 19 sierpnia 1974 r. odbył się dla niej narodowy pogrzeb. Została pochowana na cmentarzu narodowym w Seulu, wraz z mężem, który został zamordowany pięć lat później. Ten ostatni napisał wiersz o śmierci żony, który pojawia się na jej epitafium.

## Życie osobiste i dziedzictwo

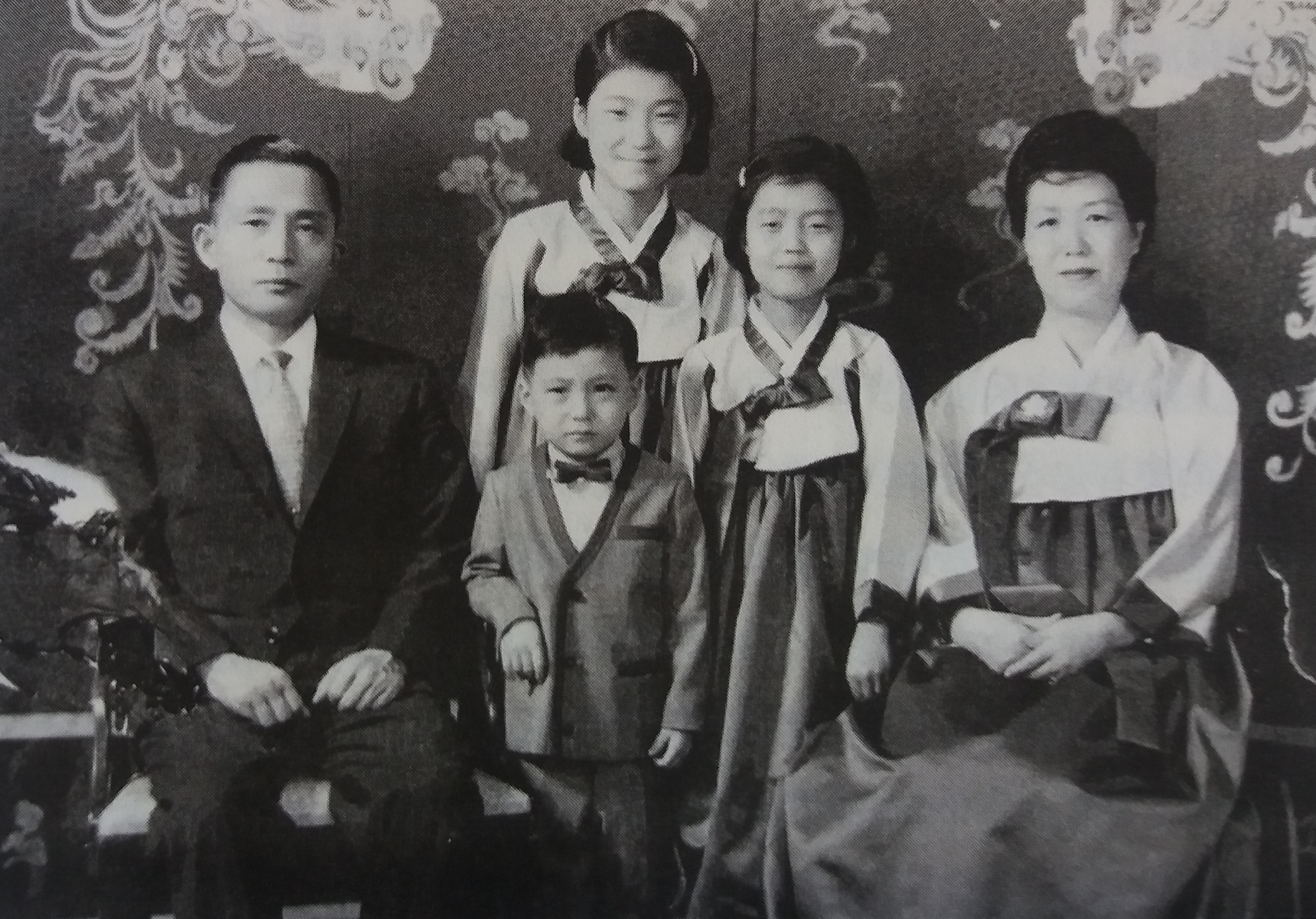
Yuk Young-soo i jej rodzina

Ona i jej mąż mają troje dzieci, w tym Park Geun-hye, która zostaje pierwszą kobietą-prezydentem Korei Południowej. Jej druga córka, Park Geun-ryeong, jest szefem fundacji utworzonej przez jej matkę.
Jej córka Park Geun-hye została następnie Pierwszą Damą Korei Południowej, po pilnym powrocie ze studiów we Francji na Uniwersytecie Josepha-Fouriera. Pełniła tę funkcję przez pięć lat, aż do zamachu na jej ojca w 1979 roku. Pozostaje w oczach Korei Południowej jako najbardziej ceniona Pierwsza Dama, przywracając spokojny wizerunek mądrej i umiarkowanej kobiety.
Była pobożną buddystką.